# HR 7578

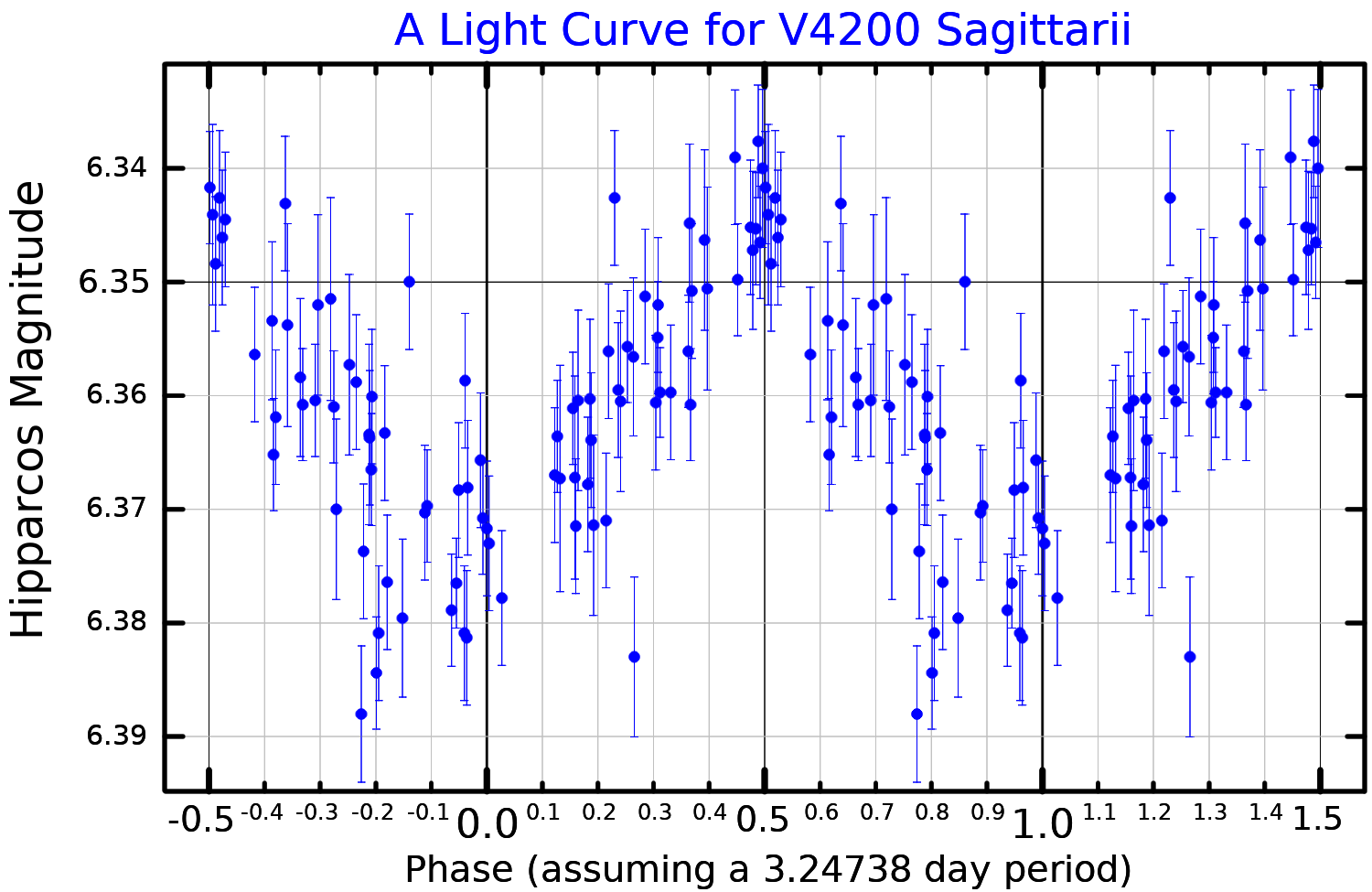
Lichtkromme van HR 7578

HR 7578 is een tweevoudige ster in het sterrenbeeld Sagittarius, met magnitude van +6,23 en met een spectraalklasse van K3.V en K4.V. De ster bevindt zich 46,13 lichtjaar van de zon.